# Djursborg 5

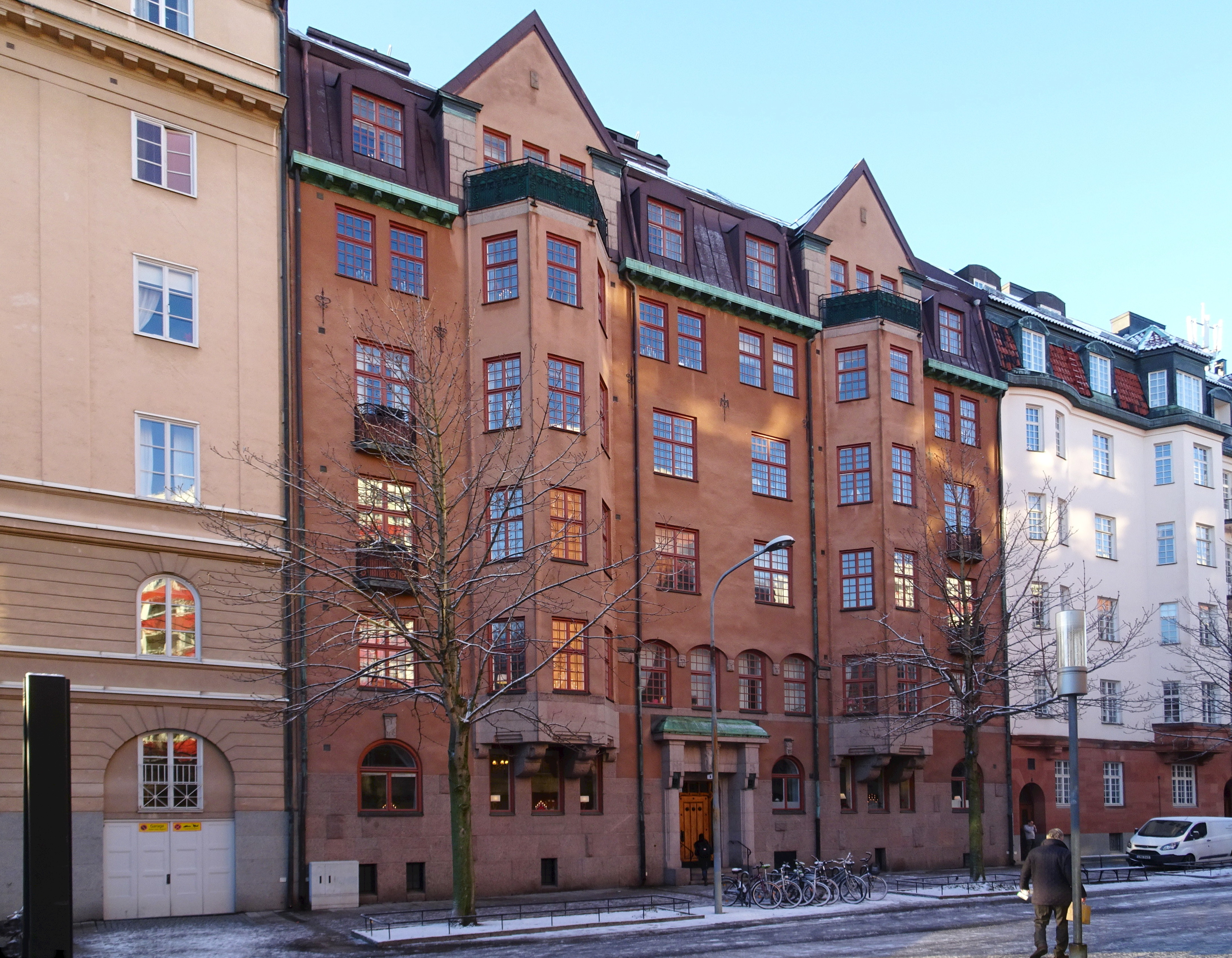
Djursborg 5, Erik Dahlbergsallén 3, 2021.

Djursborg 5 är en kulturhistoriskt värdefull bostadsfastighet i kvarteret Djursborg vid Erik Dahlbergsallén 3 (dåvarande Hjorthagsvägen 3) på Östermalm i Stockholm. Byggnaden är av Stadsmuseet i Stockholm blåmärkt vilket betyder "att bebyggelsen bedöms ha synnerligen höga kulturhistoriska värden".

## Historik
Djursborg 5 uppfördes 1913–1914 på det då nybildade kvarteret Djursborg som har sitt namn efter ett hovjägmästarboställe för djurgårdsinspektören vid Ladugårdslandstull. Byggherre och byggmästare var Olof Mårtensson (1873–1949) som anlitade arkitekt Arvid Sjöqvist att gestalta huset. Mårtensson blev 1910 legitimerad byggmästare i Stockholm och uppförde offentliga byggnader och privata bostadshus för egen räkning i Stockholm. Tillsammans med Arvid Sjöqvist byggde han 1918 Birger Jarlsgatan 39.

### Exteriör

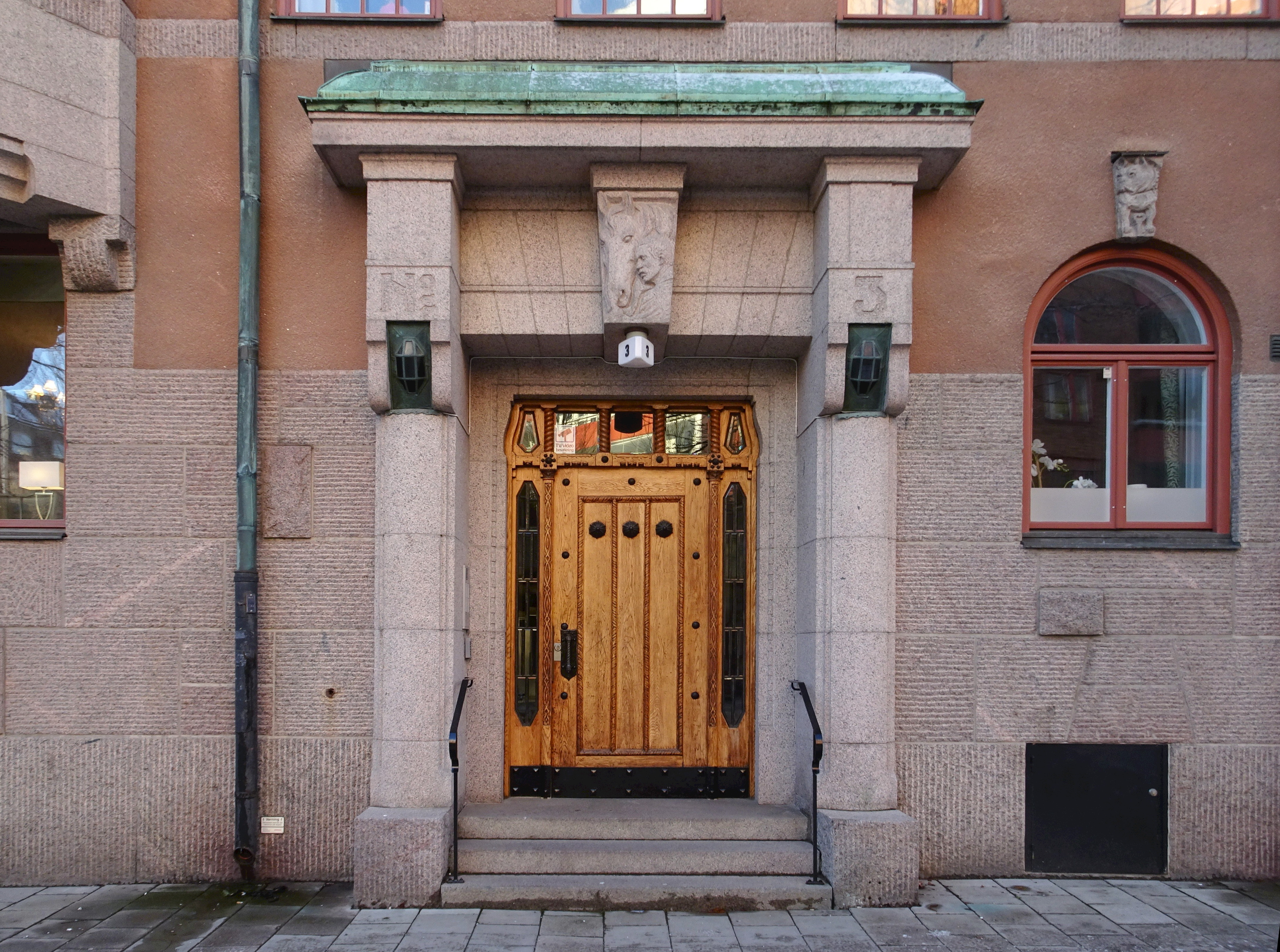
Huvudentrén.

Byggnaden ritades i en blandning av jugend och nationalromantik. Det fick fem våningar, en inredd vindsvåning och hel källare. Gatufasaden ytbehandlades med brun färgad slätputs, i höjd med halva bottenvåningen utfördes sockeln av räfflad röd granit med reliefdekor. 
Fasaden är symmetrisk uppbyggd med två burspråk som avslutas upptill med var sin balkong och högre upp av två gavelspetsar. Fönstren är småspröjsade och från byggtiden. Vissa fönster har franska balkonger med dekorativa smidesräcken. Andra dekorativa element är ankarslut och flera i granit skulpterade motiv som flygande gäss, en hund med nyckel, en katt som skjuter rygg, en tupp och ett flygplan samt fyra uttrycksfulla ansikten i form av maskaroner. 
Portalen utformades monumental i granit med skulptural dekor visande ett mans- och hästhuvudet samt infällda belysningsarmaturer i koppar från ursprungstiden. Själva entréporten är av ek och visar omfattande sniderier i nationalromantisk stil. Portens sidoljus består av fasettslipat och blyinfattat glas.

### Interiör

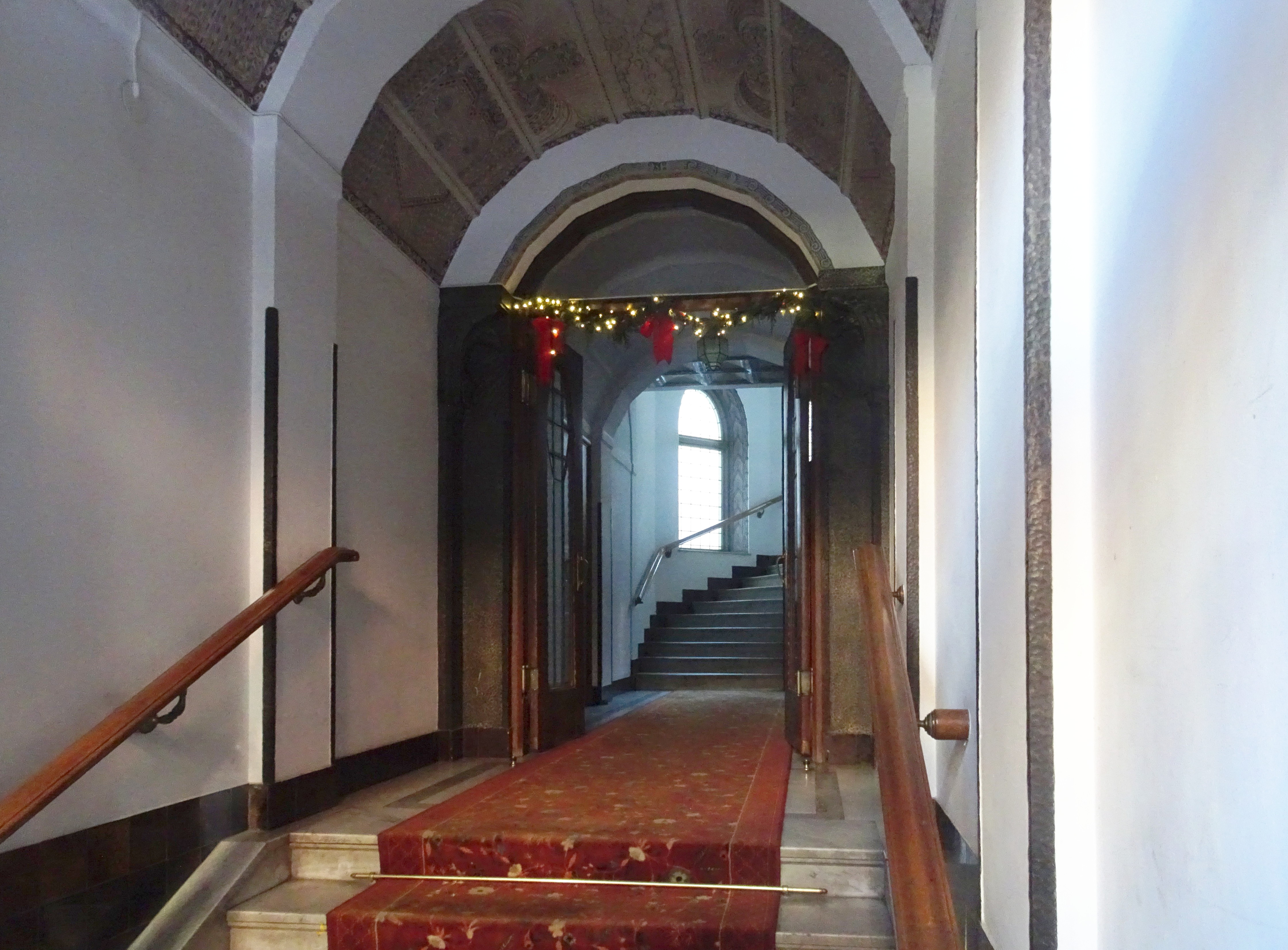
Entréhallen.

Entréhallen gestaltades av arkitekten i jugend med bland annat golv av vit marmor, tunnvälvt och fackindelat tak med målad ornamentik och uppburet av bågar. Mellandörrpartiet i entréhallen är av ek, skulpterad med formgiven spröjsning och fasettslipat glas. Dörrens omfattning är klädd med driven brons som upptill visar skulpterade örnhuvuden. I huvudtrappan och på våningsplanen fortsätter den påkostade ytbehandlingen av golv, väggar och tak. Våningsplanens golv belades av vit marmor med svart fris och golvsockel utfördes av kakel. Taket är fackindelat med målat ornamentik. Lägenhetsdörrarna är av ek.
Ursprunglig lägenhetsfördelning var två bostäder om sex rum och kök per plan. Varje lägenhet hade en rymlig hall, badrum, vattentoalett samt en jungfrukammare som nåddes via kökstrappan från bakgården. I hall och salong fanns öppna spisar och i serveringsgången ytterligare en diskbänk. Bland tidiga hyresgäster märks bankdirektören H. Palme, som är identisk med Henrik Palme samt borgmästaren K.E. von Geijer som avser Knut von Geijer. Olof Mårtensson ägde fastigheten till 1915, året därpå anges en kamrer A. Widholm som ägare.
De i samband med Stadsmuseets byggnadsinventering 1986 besökta lägenheterna bevarade i stora delar sin ursprungliga karaktär. Huset ägs av bostadsrättsföreningen Brf. Djursborg. Det finns 12 lägenheter med storlekar mellan 114 m² och 209 m².
År 2019 såldes en trerummare om 118 m² för 11,6 miljoner kronor.

### Bilder, fasaddetaljer

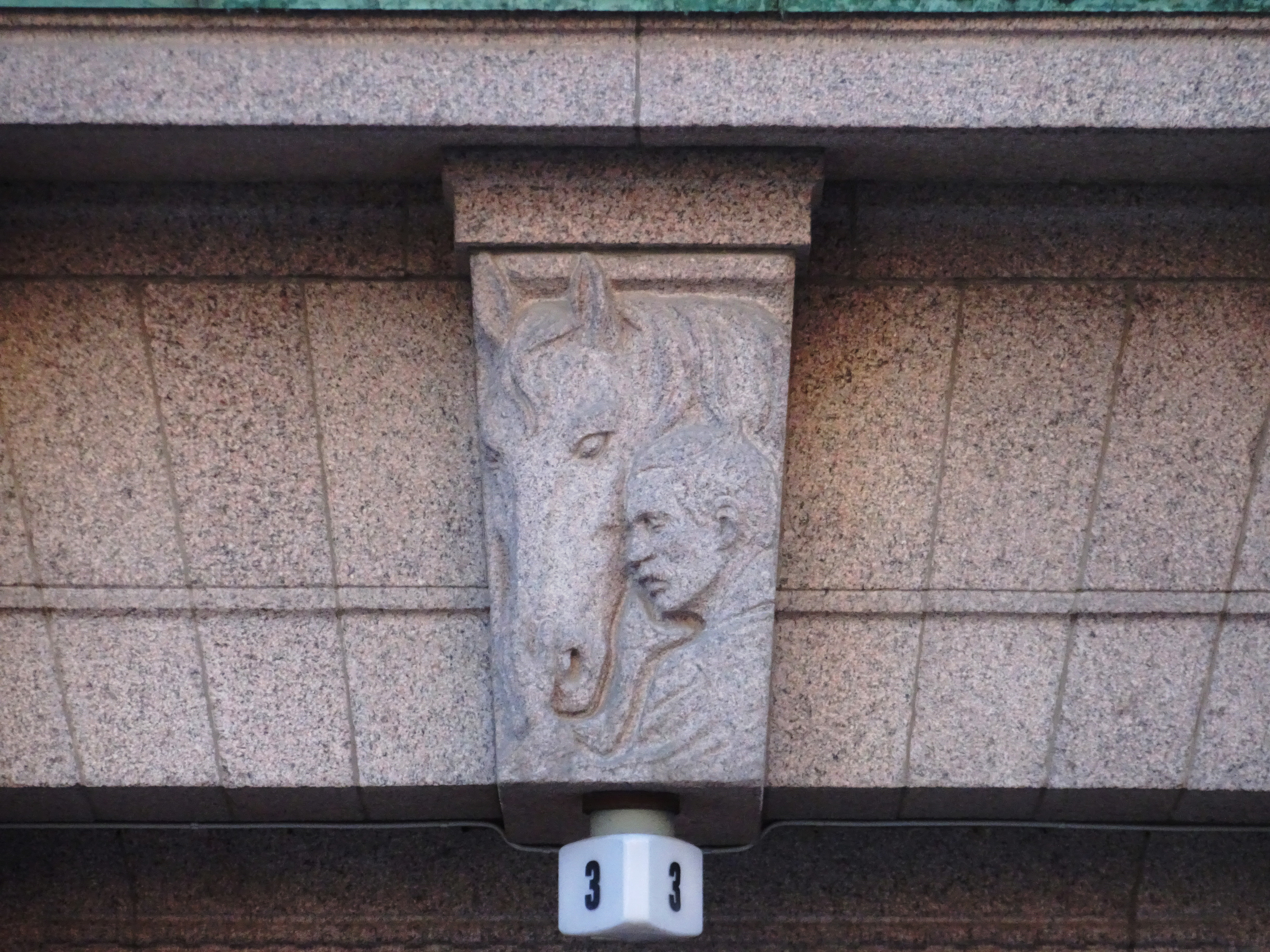
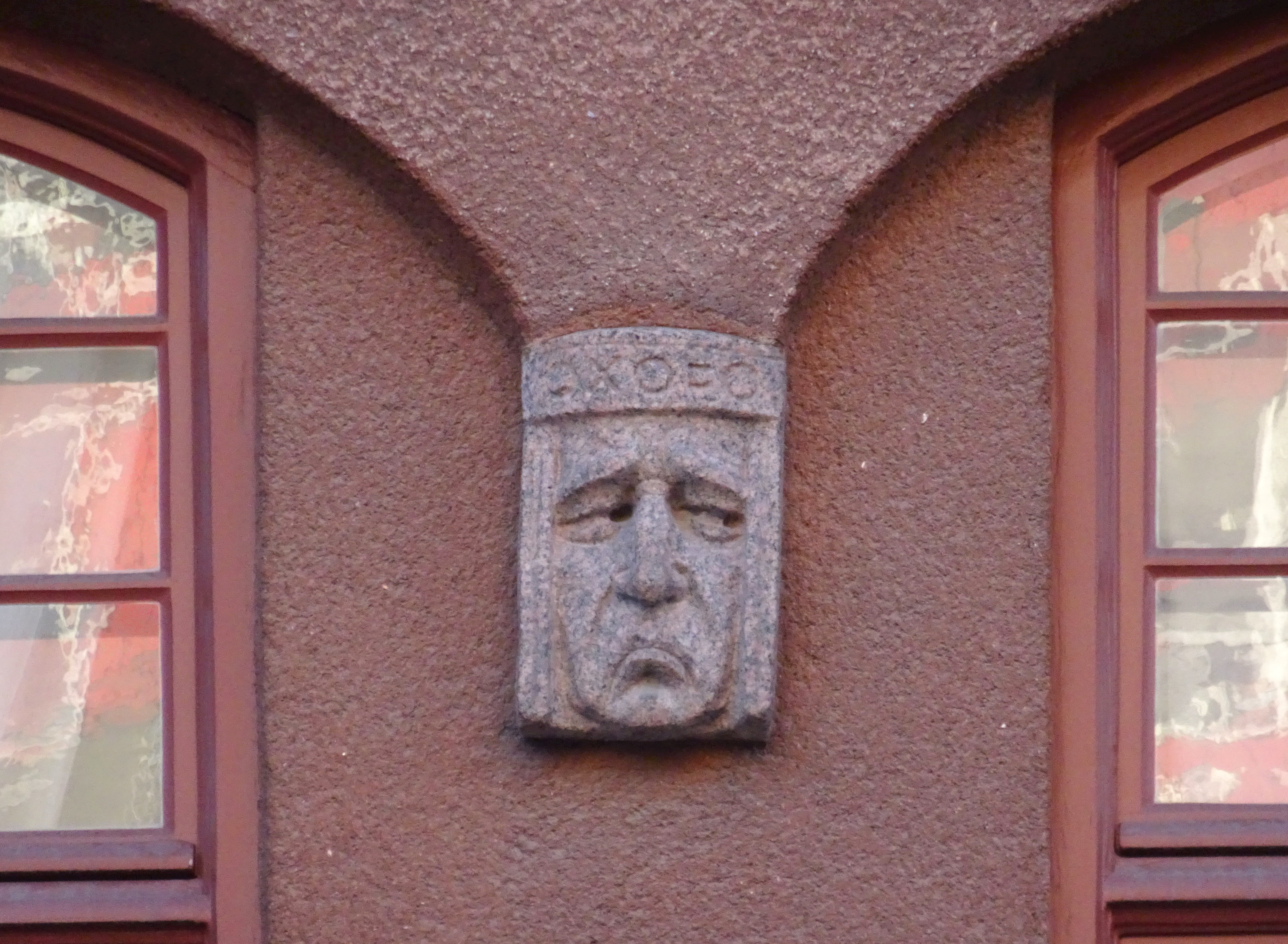
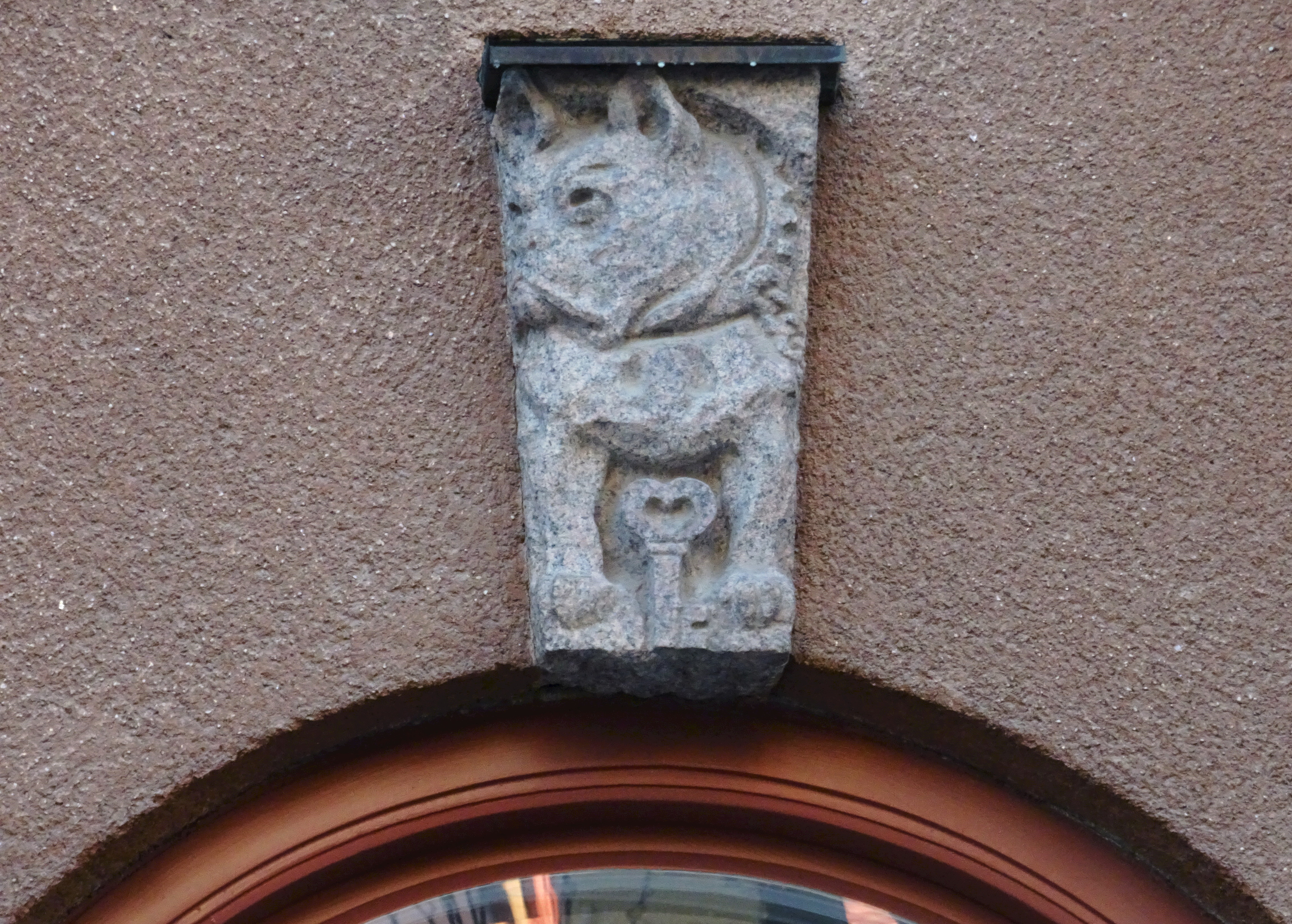
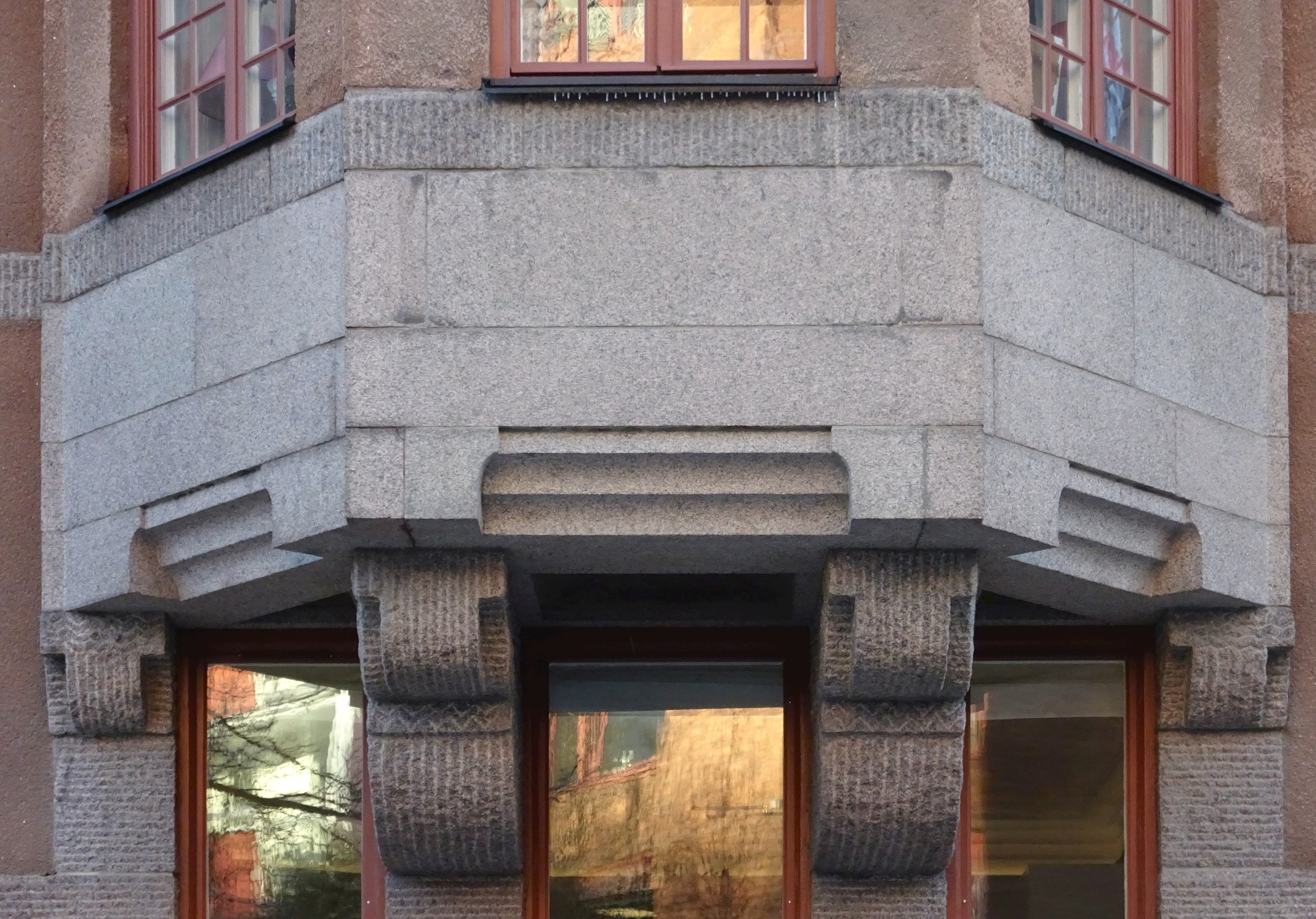